# Marea crostale di Io e vulcanesimo
Io, il satellite più interno di Giove, è un satellite particolare (è simile alla Luna) perché è interessato da significanti attività di vulcanismo e da maree crostali.

## Similitudini e diversità con la Luna
Io è straordinariamente simile alla Luna per dimensioni, densità e distanza dal corpo attorno a cui orbita. Queste similitudini permettono di apprezzare in modo più semplice le differenze (rispetto alla Luna) nelle maree crostali di Io, che sappiamo essere di ben 100 metri. Le maree crostali sono deformazioni della crosta del satellite che avvengono ad intervalli di tempo regolari. In particolare i movimenti che interessano la crosta sono un innalzamento ed un abbassamento della stessa.

Attività vulcanica di Io ripresa dalla sonda Voyager 1

Inoltre, Io è interessato da un vulcanesimo, che nel nostro satellite non avviene.
Tre sono le cause di tali diversità:

### Velocità angolare
La velocità angolare di Io è molto più rapida di quella della Luna (203°/giorno contro 13,18 °/giorno). Ciò è dovuto al fatto che Giove ha una massa circa 300 volte maggiore di quella della Terra, quindi, per la terza legge di Keplero, integrata dalla legge di gravitazione universale di Newton, vale la formula:
{\displaystyle T^{2}=(4\pi ^{2}/GM_{P})a^{3}}
dove {\displaystyle T} è il periodo di rivoluzione, {\displaystyle G} è la costante di gravitazione universale, {\displaystyle M_{p}} è la massa ed {\displaystyle a} la distanza. Dall'equazione si calcola T, che per Io è di 1,769 giorni, mentre per la Luna è di 27,322 giorni. Di conseguenza per percorrere un angolo di 360° (un giro completo) devono avere velocità angolari diverse.

### Marea crostale
La marea crostale di Io (spostamenti fino a 100 m di altezza) è molto più intensa di quella della Luna (0,36 m). Ciò è sempre dovuto alla massa del pianeta attorno al quale i due satelliti orbitano, infatti la forza gravitazionale sprigionata da Giove sul satellite Io è molto maggiore di quella della Terra sulla Luna, sempre a causa della sua maggiore massa. Calcolando l'effetto di questa forza gravitazionale sulle maree crostali si può considerare che la rigidità e la densità di Io e delle Luna sono comparabili. Esse sono, infatti, considerate simili a quelle della crosta Terrestre.
Si presentano di seguito due tabelle comparative dei parametri di Io e Luna e relativo calcolo della marea crostale (marea solida):
La soprastante tabella contiene tutti i dati necessari al calcolo della marea solida, ma, per chiarezza, conviene utilizzare tre passaggi intermedi:
Calcolo accelerazione al suolo: {\displaystyle g_{c}=G*M_{S}/A^{2}}
Costante Mu segnato: {\displaystyle {\overline {\mu }}=\mu /(2*\rho *g_{c}*A)}
Calcolo marea di equilibrio sulla Luna: {\displaystyle Csi=(M_{p}/M_{S})*(A/a)^{3}*A}
Che portano, poi, al passaggio finale:
Calcolo marea solida: {\displaystyle (5/2)*Csi/(1+{\overline {\mu }})}
Analizzare il moto sincrono (risonanza 1:1 spin-orbita) di Io è necessario per capire una differenza così elevata.
Dopo questi passaggi numerici conviene analizzare questo moto per tentare di capire qualitativamente le ragioni di una così grande dissipazione.

L'animazione mostra una serie di vedute simulate di Io su un periodo di circa mezzo mese siderale

È necessario rifarsi alla prima legge di Keplero, quella delle orbite ellittiche, che afferma che il corpo centrale (in questo caso, Giove) sta in un fuoco dell'ellisse di rivoluzione. Keplero afferma altresì che dal fuoco vuoto si vede rivoluzionare il satellite con moto circolare uniforme (solo per quanto riguarda la longitudine e non la distanza, sarebbe il vecchio “equante”). Ragioni di Meccanica affermano che il moto di rotazione di un corpo celeste si mantiene con buona approssimazione costante nel tempo (conservazione del momento angolare).
È evidente dunque che il satellite sincrono mostrerà la stessa faccia non al pianeta, ma al fuoco vuoto (librazioni in longitudine). Le molecole interessate al bulbo mareale non sono sempre le stesse, ma variano in funzione della longitudine del satellite. Ciò crea dissipazione di energia sotto forma di calore.
Esaminando la figura a lato, un punto della superficie di Io (cerchietto rosso) guarda sempre il fuoco vuoto, mentre il bulbo mareale guarda sempre il fuoco pieno (Giove). Questo è il motivo della dissipazione. Questo fenomeno accade sia per Io che per la Luna.
Per capire le differenze bisogna procedere con una formulazione matematica del tasso di dissipazione. L'equazione è un contributo congiunto della Meccanica Celeste e della Termodinamica. Informazioni da S. J. Peale danno per la costante termica Q un valore pari a 100.
{\displaystyle {\dot {E}}={\frac {36}{19}}{\frac {\pi \rho ^{2}n^{5}R_{S}^{7}}{\mu Q}}e^{2}}
Da quanto evidenziato in precedenza, in questa formula si vede che, in prima approssimazione, la densità, il raggio medio, la rigidità e la costante di dissipazione Q sono identiche per Luna ed Io. Pertanto si può riscrivere la formula nel modo seguente:
{\displaystyle {\dot {E}}=costante*n^{5}*e^{2}}
Sostituendo i relativi valori di moto medio (gradi/giorno) e di eccentricità (numero puro) di Luna ed Io, si scopre che quest'ultimo ha un tasso di dissipazione superiore a quello lunare di qualche ordine di grandezza.
«Poiché si crede che la Luna sia vicino o addirittura sia al punto di fusione al suo più profondo interno , sembra probabile che il tasso più alto di riscaldamento in Io abbia causato la fusione dell'interno di Io.»

### Eccentricità dell'orbita
L'orbita di rivoluzione di Io non è caratterizzata da una “eccentricità libera” (0,00001) ma da una eccentricità (0,0043) forzata dalle risonanze orbita-orbita di Europa (2:1) e Ganimede (4:1), cioè dalle interazioni gravitazionali dei due satelliti.